# Adolfina Zimajer

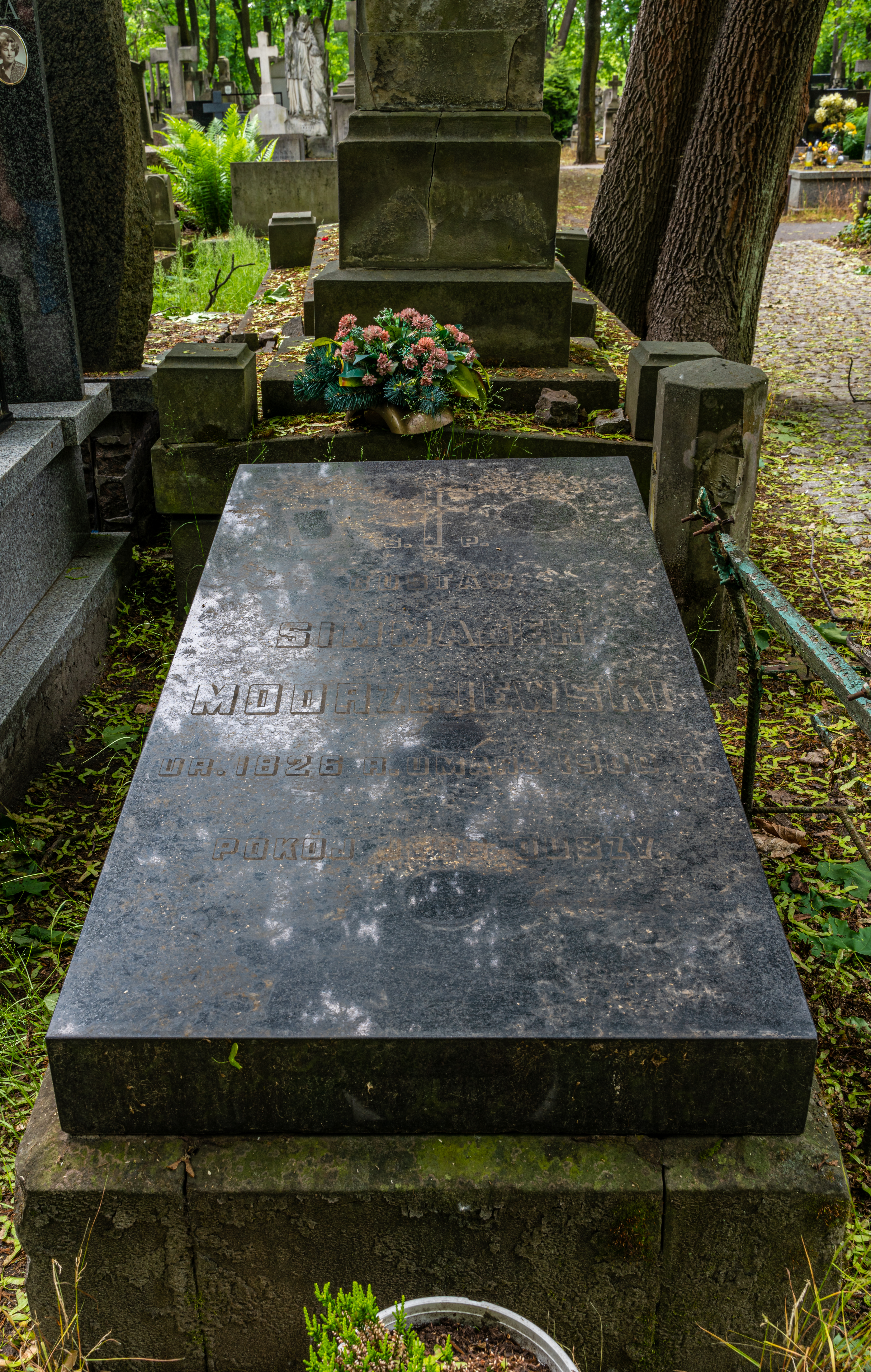
Grób Adolfiny Zimajer na cmentarzu Powązkowskim

Adolfina Zimajer (ur. 26 czerwca 1852 we Lwowie, zm. 9 kwietnia 1939 w Skolimowie) – polska aktorka, śpiewaczka operowa i operetkowa, dyrektorka teatru.

## Życiorys
Była córką Konstantego Wodeckiego, woźnego sądowego, i Emilii z Koszuckich, żoną Gustawa Zimajera. Miała córkę Helenę, aktorkę.
Uczęszczała do szkoły sióstr Prezentek w Krakowie, jednocześnie uczyła się gry aktorskiej u Emiliana Derynga i śpiewu u Honoraty Majeranowskiej. Debiutowała w lutym 1866 w Czerniowcach w roli Adeli w „Białej kamelii” w zespole Gustawa Zimajera noszącego wówczas pseud. Modrzejewski. Po tym występie dołączyła do zespołu.
W 1868 wyszła za mąż za Gustawa i od tej pory używała na scenie najpierw jego pseudonimu, a następnie właściwego nazwiska męża.
W tym samym roku została zaangażowana do zespołu Anastazego Trapszo, z którym występowała m.in. w Kaliszu. W 1870 grała w Łodzi, a potem ponownie w zespole Trapszy w Radomiu, Lublinie i Kielcach. Latem 1871 występowała w warszawskim teatrze ogródkowym Tivoli.
4 grudnia 1874 wystąpiła po raz pierwszy we Lwowie, śpiewając partię Bulotty w „Sinobrodym”. Pozostała tu do sierpnia 1880.
W 1876 zadebiutowała w Warszawskich Teatrach Rządowych, ale stały angaż otrzymała dopiero w 1880 i pracowała w Warszawie przez 2 lata. W 1882 występowała gościnnie w Poznaniu, a następnie wyjechała do Paryża zapoznawać się z najnowszym repertuarem operetkowym. Aż do wybuchu I wojny światowej dużo podróżowała, pozostając bez stałego angażu.
Latem 1898 zorganizowała w Warszawie własny zespół i występowała z nim m.in. w Kielcach, Częstochowie, Zawierciu, Suwałkach, Rydze, Kownie, Grodnie, Odessie, Charkowie i Jelizawetgradzie. Od kwietnia tego samego roku w warszawskim teatrze Odeon, potem w Kielcach, zimą 1899/1900 w Rosji. W 1915 została zaangażowana do krakowskiego Teatru Ludowego, gdzie 17 maja 1921 obchodziła jubileusz dwudziestopięciolecia pracy aktorskiej.
W 1923 wycofała się z pracy i ostatnie lata życia od 1928 spędziła w Domu Aktora Weterana w Skolimowie pod Warszawą, w ostatnich latach dotknięta paraliżem.
Pogrzeb odbył się 12 kwietnia 1939 r. Pochowana na Starych Powązkach w Warszawie (kwatera 85-3-1).